# فرهنگ اویم ایوک
فرهنگ اویم ایوک فرهنگ کوچکی است اثر فرزانه گشتاسب و نادیا حاجی‌پور. که در آن واژگان و گاهی جمله‌های اوستایی با ترجمه‌شان به پارسیگ یا پارسی میانه آمده‌است. چون این واژه‌نامه با واژهٔ اوستایی اویم به‌معنی «یک» آغاز شده و به واژهٔ ایوک پارسیگ برگردانده شده‌است آن را اویم ـ ایوک (ōīm-ēwak) نامیده‌اند. در این فرهنگ ۱۰۰۰ واژهٔ اوستایی به ۲۲۵۰ واژهٔ پارسیگ برگردانده شده‌است.

## متن
در آغاز فرهنگ آمده‌است که «این نامه برای شناختن سخنان و واژگان اوستایی است، یعنی زند، آن‌ها چه و چگونه است.» کتاب دارای ۲۷ فصل است. در بخش‌هایی از آن جستارها برپایهٔ موضوع به‌سامان شده‌است، مانند:
- شماره‌ها و بعضی قیدها؛
- جنس و شمار برای ضمیرها و کارواژه‌ها و نام‌ها و صفت‌ها و بعضی مطالب مرتبط با آن‌ها؛
- اجزای بدن و ویژگی‌های آن‌ها؛
- اندازه‌گیری زمان؛
- در برخی بخش‌ها واژه‌های اوستایی برپایهٔ نخستین واج آن‌ها آورده شده‌اند.

## نقد
این فرهنگ از دید دربرداشتن بعضی از واژگانی که در نوشتار اوستایی دوران ساسانی و پس از آن بوده و اکنون در دست نیست، اهمیت ویژه‌ای دارد. همچنین شماری اصطلاحات زبان‌شناسی در این فرهنگ آمده‌است، که درخور توجه است. از زمان گردآوری و گردآوردندهٔ آن آگاهی در دست نیست، اما می‌توان گمان کرد که این فرهنگ نیز، مانند بسیاری از کتاب‌های پارسیگ در سده سوم یا چهارم هجری گردآورده شده باشد. از فرهنگ اویم دو نسخهٔ خطی در دست است. هاوگ، در مقدمه خود بر فرهنگ کهن زند ـ پهلوی، با استناد به شواهدی، نگارش این فرهنگ را به دورهٔ پیش از ساسانی رسانده‌است.
واپسین و سنجیده‌ترین ویراست این فرهنگ ازآنِ رهام اشه است، که ازسوی بنیاد کاما در هندوستان چاپ و پخش شده‌است.

## جایزه
این کتاب در سال ۱۳۹۸ برنده جایزه کتاب سال جمهوری اسلامی ایران شد.